# Малый Барап
Ма́лый Бара́п (каз. Кішi Барап) — село в Аккольском районе Акмолинской области Казахстана. Входит в состав Кенесского сельского округа. Код КАТО — 113243400.

## География
Село расположено в центральной части района, на расстоянии примерно 11 километров (по прямой) к северу от административного центра района — города Акколь, в 10 километрах к северо-западу от административного центра сельского округа — аула Домбыралы.
Абсолютная высота — 374 метров над уровнем моря.
Ближайшие населённые пункты: село Айдарлы — на севере, город Акколь — на юге.
Вблизи села проходит скоростная автомагистраль А1 «Астана — Щучинск». К юго-востоку располагается озеро Барап.

## Население
В 1989 году население села составляло 588 человек (из них казахи — 72 %).
В 1999 году население села составляло 434 человека (223 мужчины и 211 женщин). По данным переписи 2009 года, в селе проживали 424 человека (201 мужчина и 223 женщины).
| Численность населения | Численность населения | Численность населения |
| 1989                  | 1999                  | 2009                  |
| --------------------- | --------------------- | --------------------- |
| 588                   | ↘434                  | ↘424                  |

## Улицы[6]
- ул. Абай
- ул. Абылайхан
- ул. Кабанбай
- ул. Сакена Сейфуллина
- ул. Шакарим Кудайбердиев